# Lijst van nummer 1-albums in de Nederlandse Album Top 100 in 2006
Onderstaande albums stonden in 2006 op nummer 1 in de Nederlandse Album Top 100. De lijst werd samengesteld door Megacharts B.V.
| Nummer | Datum        | Artiest                                   | Titel                                      |
| ------ | ------------ | ----------------------------------------- | ------------------------------------------ |
| 516    | 7 januari    | Katie Melua                               | Piece By Piece                             |
|        | 14 januari   | Katie Melua                               | Piece By Piece                             |
|        | 21 januari   | Katie Melua                               | Piece By Piece                             |
|        | 28 januari   | Katie Melua                               | Piece By Piece                             |
| 519    | 4 februari   | Kelly Clarkson                            | Breakaway                                  |
|        | 11 februari  | Kelly Clarkson                            | Breakaway                                  |
|        | 18 februari  | Kelly Clarkson                            | Breakaway                                  |
| 520    | 25 februari  | Lucie Silvas                              | Breathe In                                 |
| 521    | 4 maart      | Andrea Bocelli                            | Amore                                      |
| 522    | 11 maart     | BLØF                                      | Umoja                                      |
|        | 18 maart     | BLØF                                      | Umoja                                      |
|        | 25 maart     | BLØF                                      | Umoja                                      |
| 521    | 1 april      | Andrea Bocelli                            | Amore                                      |
| 522    | 8 april      | BLØF                                      | Umoja                                      |
| 523    | 15 april     | Live                                      | Songs From Black Mountain                  |
| 524    | 22 april     | Residentie Orkest o.l.v. Jos Vermunt      | Bach: Mattheuspassie                       |
| 525    | 29 april     | Raffaëla                                  | Raffaëla                                   |
| 526    | 6 mei        | Tool                                      | 10.000 Days                                |
| 527    | 13 mei       | Red Hot Chili Peppers                     | Stadium Arcadium                           |
|        | 20 mei       | Red Hot Chili Peppers                     | Stadium Arcadium                           |
|        | 27 mei       | Red Hot Chili Peppers                     | Stadium Arcadium                           |
|        | 3 juni       | Red Hot Chili Peppers                     | Stadium Arcadium                           |
|        | 10 juni      | Red Hot Chili Peppers                     | Stadium Arcadium                           |
| 528    | 17 juni      | Keane                                     | Under The Iron Sea                         |
| 529    | 24 juni      | Ilse DeLange                              | The Great Escape                           |
|        | 1 juli       | Ilse DeLange                              | The Great Escape                           |
|        | 8 juli       | Ilse DeLange                              | The Great Escape                           |
|        | 15 juli      | Ilse DeLange                              | The Great Escape                           |
|        | 22 juli      | Ilse DeLange                              | The Great Escape                           |
|        | 29 juli      | Ilse DeLange                              | The Great Escape                           |
|        | 5 augustus   | Ilse DeLange                              | The Great Escape                           |
| 530    | 12 augustus  | J.J. Cale                                 | Collected                                  |
| 531    | 19 augustus  | Christina Aguilera                        | Back To Basics                             |
| 532    | 26 augustus  | Jannes                                    | Laat Me Vrij                               |
|        | 2 september  | Jannes                                    | Laat Me Vrij                               |
| 533    | 9 september  | K3                                        | Ya Ya Yippee                               |
| 534    | 16 september | Rowwen Hèze                               | Rodus & Lucius                             |
| 535    | 23 september | Jan Smit                                  | Op Weg Naar Geluk                          |
|        | 30 september | Jan Smit                                  | Op Weg Naar Geluk                          |
|        | 7 oktober    | Jan Smit                                  | Op Weg Naar Geluk                          |
|        | 14 oktober   | Jan Smit                                  | Op Weg Naar Geluk                          |
|        | 21 oktober   | Jan Smit                                  | Op Weg Naar Geluk                          |
| 536    | 28 oktober   | Frans Bauer                               | Voor Altijd                                |
|        | 4 november   | Frans Bauer                               | Voor Altijd                                |
| 535    | 11 november  | Jan Smit                                  | Op Weg Naar Geluk                          |
|        | 18 november  | Jan Smit                                  | Op Weg Naar Geluk                          |
| 537    | 25 november  | Trijntje Oosterhuis & Metropole Orchestra | The Look Of Love (Burt Bacharach Songbook) |
|        | 2 december   | Trijntje Oosterhuis & Metropole Orchestra | The Look Of Love (Burt Bacharach Songbook) |
| 538    | 9 december   | Marco Borsato                             | Symphonica in Rosso                        |
| 537    | 16 december  | Trijntje Oosterhuis & Metropole Orchestra | The Look Of Love (Burt Bacharach Songbook) |
| 539    | 23 december  | Il Divo                                   | Siempre                                    |
|        | 30 december  | Il Divo                                   | Siempre                                    |

Lijsten van nummer 1-albums in de Nederlandse Album Top 100

1969 ·
1970 ·
1971 ·
1972 ·
1973 ·
1974 ·
1975 ·
1976 ·
1977 ·
1978 ·
1979 ·
1980 ·
1981 ·
1982 ·
1983 ·
1984 ·
1985 ·
1986 ·
1987 ·
1988 ·
1989 ·
1990 ·
1991 ·
1992 ·
1993 ·
1994 ·
1995 ·
1996 ·
1997 ·
1998 ·
1999 ·
2000 ·
2001 ·
2002 ·
2003 ·
2004 ·
2005 ·
2006 ·
2007 ·
2008 ·
2009 ·
2010 ·
2011 ·
2012 ·
2013 ·
2014 ·
2015 ·
2016 ·
2017 ·
2018 ·
2019 ·
2020 ·
2021 ·
2022 ·
2023 ·
2024 ·
2025

Lijsten van nummer 1-albums van de Stichting Nederlandse Top 40

1969 ·
1970 ·
1971 ·
1972 ·
1973 ·
1974 ·
1975 ·
1976 ·
1977 ·
1978 ·
1979 ·
1980 ·
1981 ·
1982 ·
1983 ·
1984 ·
1985 ·
1986 ·
1987 ·
1988 ·
1989 ·
1990 ·
1991 ·
1992 ·
1993 ·
1994 ·
1995 ·
1996 ·
1997 ·
1998 ·
1999 ·
2011 ·
2012 ·
2013 ·
2014 ·
2015
- Nederland
- Vlaanderen